# Nelly Moenne-Loccoz
Nelly Moenne-Loccoz (Annecy, 9 aprile 1990) è un'ex snowboarder francese.

## Biografia
Specialista dello snowboard cross, ha esordito in Coppa del Mondo di snowboard il 13 gennaio 2008 a Bad Gastein, in Austria. Ha conquistato il primo podio il 20 dicembre dello stesso anno ad Arosa (3ª) e la prima vittoria il 16 marzo 2013 a Veysonnaz.
In carriera ha preso parte a tre edizioni dei Giochi olimpici invernali, Vancouver 2010 (6ª nello snowboard cross), Soči 2014 (11ª nello snowboard cross) e Pyeongchang 2018 (10ª nello snowboard cross); e a cinque dei Campionati mondiali, vincendo tre medaglie.
Ha annunciato il ritiro al termine della stagione 2019-2020

## Palmarès

### Mondiali
- 3 medaglie: 
  - 1 oro (snowboard cross a squadre a Sierra Nevada 2017)
  - 2 argenti (snowboard cross a La Molina 2011; snowboard cross a Kreischberg 2015)

### Coppa del Mondo
- Vincitrice della Coppa del Mondo di snowboard cross nel 2015
- 22 podi:
  - 3 vittorie
  - 12 secondi posti
  - 7 terzi posti

#### Coppa del Mondo - vittorie
| Data             | Luogo     | Paese    | Disciplina |
| ---------------- | --------- | -------- | ---------- |
| 16 marzo 2013    | Veysonnaz | Svizzera | SBX        |
| 12 dicembre 2015 | Montafon  | Austria  | SBX        |
| 24 gennaio 2016  | Feldberg  | Germania | SBX        |

Legenda:

SBX = Snowboard cross